# Gaia (Mägo de Oz)
Gaia è un album del gruppo spagnolo Mägo de Oz, pubblicato nel settembre del 2003.
Il disco racconta la storia di una latino-americana (Alma Echegaray), giustiziata ad Atlanta nel 2002, che resuscita e racconta al governatore dello Stato della Georgia la storia di una giovane azteca (Azaak) e del suo amore per un marinaio spagnolo (Pedro de Alcázar) nel 1520.
Questo disco rappresenta la prima parte della trilogia omonima.

## Lista dei brani
1. Obertura MDXX
2. Gaia
3. La conquista
4. Alma
5. La costa del silencio
6. El árbol de la noche triste
7. La rosa de los vientos
8. La leyenda de la llorona
9. Van a rodar cabezas
10. El atrapasueños
11. Si te vas
12. La venganza de Gaia